# Nemoraea nigra
Nemoraea nigra là một loài ruồi trong họ Tachinidae.